# Douglas Joseph Warren
 Douglas Joseph Warren, né le 21 mars 1919 à Canowindra et mort le 6 février 2013, est un prélat catholique australien, évêque pendant trente ans.

## Biographie
Douglas Joseph Warren  a été ordonné prêtre en 1963. En 1964, il est nommé évêque auxiliaire de Wilcannia-Forbes (en) et évêque titulaire d'Aquae-Novae-en-Numidie (de). Warren devient évêque de Wilcannia-Forbes en 1967 et prend sa retraite en 1994.

## Sources
- Ressource relative à la religion :   - Catholic Hierarchy